# 김숙 (1952년)
김숙(金塾, 1952년 9월 19일 ~ )은 대한민국 前 외교관이다.

## 주요 경력

### 주요 이력
- 제12회 외무고시 합격
- 1984년 대통령 비서실 외교행정서기관
- 1987년 외무부 본부 외무행정서기관
- 1991년 미국 주재 대한민국 대사관 1등 서기관
- 2000년 주 캐나다 토론토 총영사관 총영사
- 2003년 외교통상부 본부 대사
- 2004년 외교통상부 북미국 국장
- 2007년 외교통상부 제주도 국제관계자문대사실 실장
- 2008년 외교통상부 한반도평화교섭본부 본부장
- 2009년 국가정보원 제1차장
- 2011년 제23대 주UN 대표부 대사
- 2012년 UN 여성기구 집행이사회 대표 총재(2013년 8월 퇴임).
- 2019년 미세먼지 해결을 위한 범국가기구 설립추진단 공동단장
- 2019년 국가기후환경회의 전략기획위원장(국제협력 - 민간위원)
- 2019년 보다나은미래를위한 반기문재단 상임이사
- 한국국가전략연구원 자문위원
- 인천광역시 외교·안보 자문단 외교분야 전문가

### 학력
- 인천송림국민학교 졸업
- 인천중학교 졸업
- 경기도 인천 제물포고등학교 졸업
- 서울대 사회학 학사